# Clinanthus incarnatus
Clinanthus incarnatus là một loài thực vật có hoa trong họ Amaryllidaceae. Loài này được (Kunth) Meerow mô tả khoa học đầu tiên năm 2000.